# Kotatsu

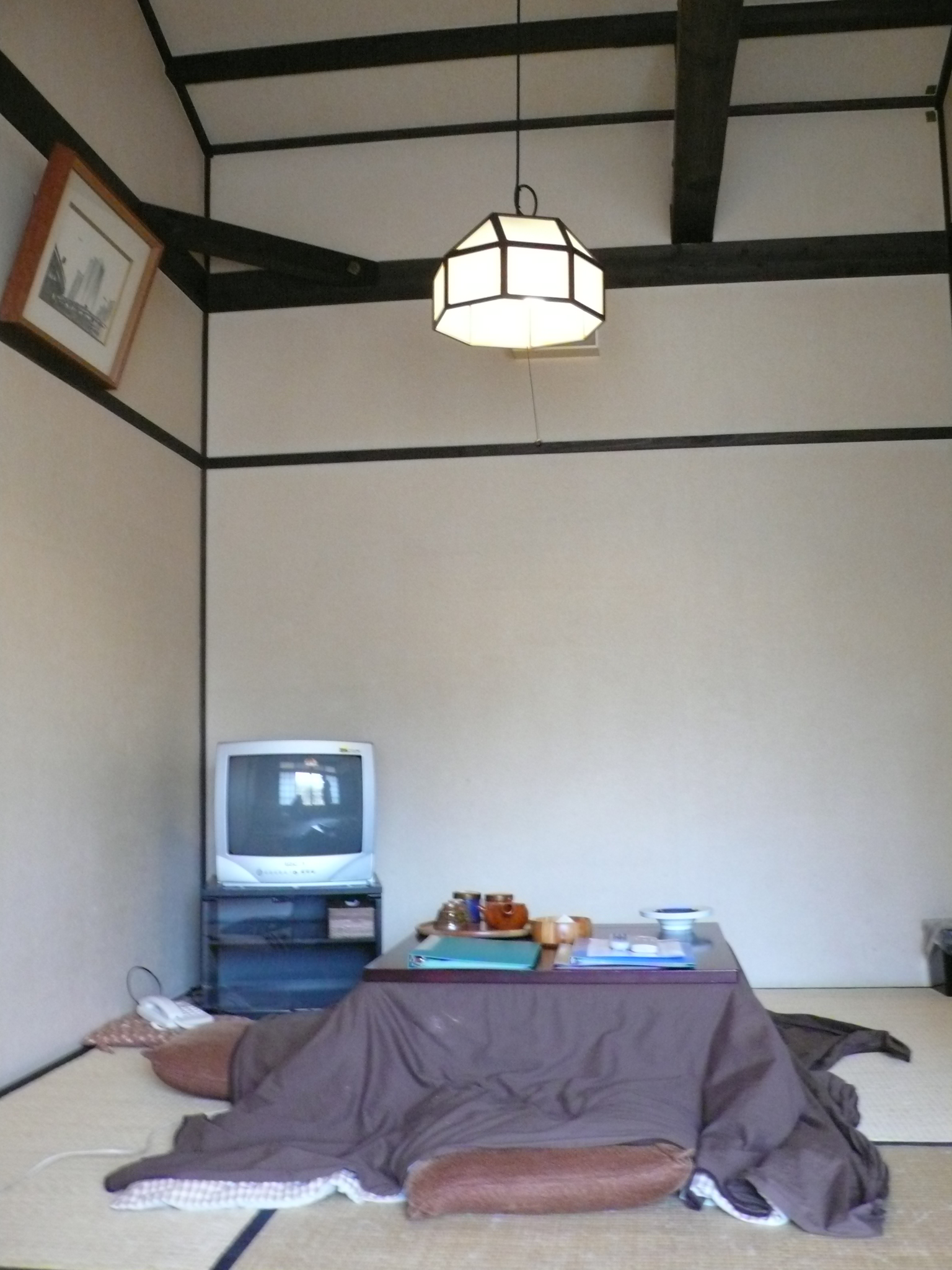
Kotatsu japonés modern

El kotatsu (炬燵) es una taula (o tauleta) feta de fusta i de baixa estatura, encobert d'un matalàs o futon amb un taulell situat a sobre d'aquest. Aquesta taula d'origen japonés té un braser situat en la part de sota del tauler que funciona per escalfar el cos i en especial les cames i els peus. Aquests aparells es poden trobar en la majoria de llars japoneses durant les èpoques tardor-hivern i s'acostumen a guardar-se, només el matalàs i el braser, quan arriba la primavera. La taula es fa servir per si mateixa la resta de l'any.

## Etimologia
El nom kotatsu (炬燵), en el seu significat japonés i etimològic de la paraula, és composta pel caràcter 炬 (ko) que significa entorxa o foc i el caràcter 燵 (tatsu) que significa escalfament de peus. Aquest es el significat originari del nom kotatsu perquè en els seus orígens el braser feia servir carbó, no com avui que son elèctrics.

## Origen
El kotatsu que aparegué durant el segle catorze del període Muromachi, té els seus orígens en el fogar (llar de foc) japonés anomenat irori. Tradicionalment les llars de foc japoneses s'alimentaven del cremall (carbó organic) per escalfar l'irori com a calefacció i utensili per cuinar.